# Erick Aybar
Erick Johan Aybar (nacido el 14 de enero de 1984 en Baní) es un infielder dominicano que juega actualmente para los Algodoneros Unión Laguna en la Liga Mexicana de Béisbol. Anteriormente jugó con Los Angeles Angels of Anaheim, equipo con el que debutó en 2006, y con los Atlanta Braves, San Diego Padres y Detroit Tigers. Es hermano de Willy Aybar y tío de Wander Franco, quienes también son beisbolistas.

## Carrera profesional

### Los Angeles Angels of Anaheim
Aybar fue firmado como un agente libre internacional por los Angelinos de Anaheim en 2002, y debutó en Grandes Ligas el 16 de mayo de 2006, entrando como corredor emergente frente a los Azulejos de Toronto. 
En 2009, Aybar fue incluido en una lista de rumores de jugadores que los Azulejos de Toronto aceptarían en un acuerdo a cambio del as Roy Halladay, pero no se logró cuando los Angelinos se negaron a enviar a Aybar a Toronto como parte del canje. Algunas especulaciones decían que Aybar era el jugador favorito del propietario de los Angelinos, Arte Moreno. Su nombre se volvió a plantear como un parte de un potencial canje en un movimiento por Halladay en el invierno de 2009.
En su estadía con el equipo de Anaheim registró varios logros:
- Conectó su primer hit el 20 de mayo de 2006 ante Brett Tomko de los Dodgers de Los Ángeles.
- Aybar conectó su primer home run de Grandes Ligas el 25 de septiembre de 2007, en un juego contra los Rangers de Texas.
- El 5 de septiembre de 2009, Aybar empató un récord de franquicia de más triples en un juego, dos, contra los Reales de Kansas City.
- El 8 de septiembre de 2009, Aybar conectó el primer walk-off hit de su carrera ante los Marineros de Seattle.
- En el juego 4 de la Serie de Campeonato de la Liga Americana de 2009, Aybar capturó un sencillo sin guante para realizar una doble matanza.
- En el juego 3 de la Serie Divisional de la Liga Americana de 2009 contra los Medias Rojas de Boston, su hit contra Jonathan Papelbon en el noveno inning con dos outs y dos strikes mantuvo con vida a los Angelinos en el juego.
- En 2009, Aybar bateó para .312 (octavo en la Liga Americana) y publicó el cuarto mejor OPS de todos los torpederos de la Liga Americana (.776).
- El 1 de noviembre de 2011, Aybar fue galardonado con su primer Guante de Oro.[4]
- El 10 de julio de 2014, fue nombrado a su primer Juego de Estrellas, reemmplazando al lesionado Alex Gordon, jardinero de los Reales de Kansas City. Aybar bateaba para promedio de .283 con seis jonrones y 45 carreras impulsadas al momento de su selección.[5]

### Atlanta Braves
El 12 de noviembre de 2015, Aybar fue transferido a los Bravos de Atlanta junto a Sean Newcomb, Chris Ellis y dinero en efectivo, a cambio del campocorto Andrelton Simmons y el receptor José Briceño.

### Detroit Tigers
El 16 de agosto de 2016, Aybar fue transferido a los Tigres de Detroit a cambio de Mike Avilés y Kade Scivique. Para entonces, registraba un promedio de .242, dos jonrones y 26 impulsadas con los Bravos.

### San Diego Padres
El 7 de febrero de 2017, Aybar fue firmado por los Padres de San Diego a un contrato de ligas menores. Luego de formar parte del equipo en los entrenamientos primaverales, fue nombrado como el campocorto titular para el Día Inaugural de la temporada.

## Serie del Caribe
Durante la temporada baja de Grandes Ligas, Aybar juega en la Serie del Caribe representando a su nación de origen junto a muchos otros compañeros jugadores de Grandes Ligas de los países involucrados.

## Trivia
- Cariñosamente se le conoce como "Almirante Aybar" por la fanaticada de los Angelinos. El nombre viene del personaje de Star Wars, Almirante Ackbar.
- En la Liga de Béisbol Profesional de la República Dominicana junto a Anderson Hernández formaron el dúo denominados "los menores".
- En la Serie del Caribe 2006, Aybar cometió un error crucial en el último partido entre Venezuela y República Dominicana al intentar fildear una pelota que terminó pegándole en la cabeza y por consecuencia dándole la victoria al equipo venezolano.
- Solía tener rastas largas, pero antes del juego 6 de la Serie de Campeonato de la Liga Americana de 2009 se rapó la cabeza.
- El 30 de septiembre de 2010, Aybar le hizo swing y abanicó un lanzamiento del lanzador de los Rangers de Texas Darren O'Day. El lanzamiento lo golpeó en los testículos y convirtiéndose en una sensación en Youtube.
- Aybar es el hermano menor (por 10 meses) del infielder Willy Aybar. También es primo de Wil Aybar, quien fue entrenador del Central Mass Diving y del equipo de buceo de la College of the Holy Cross en Worcester, Massachusetts.
- Aybar tiene una esposa, Nhachari Aybar.
- En la serie de Béisbol Invernal de la República Dominicana, Erick actualmente juega con el Licey.
- En el Clásico Mundial de Béisbol 2013, luego de un encuentro igualado a una carrera con la selección de Estados Unidos, abriendo la novena entrada Aybar conectó un hit que permitió una carrera y más tarde José Reyes lo impulsó para materializar otra carrera más para el equipo de Dominicana. Gracias a esto y a un excelente desempeño de sus lanzadores, lograron el boleto a semifinales.
- Es tío del súper prospecto de los Tampa Bay Rays Wander Franco.